# Biserica Pogorârea Sfântului Duh din Ponor

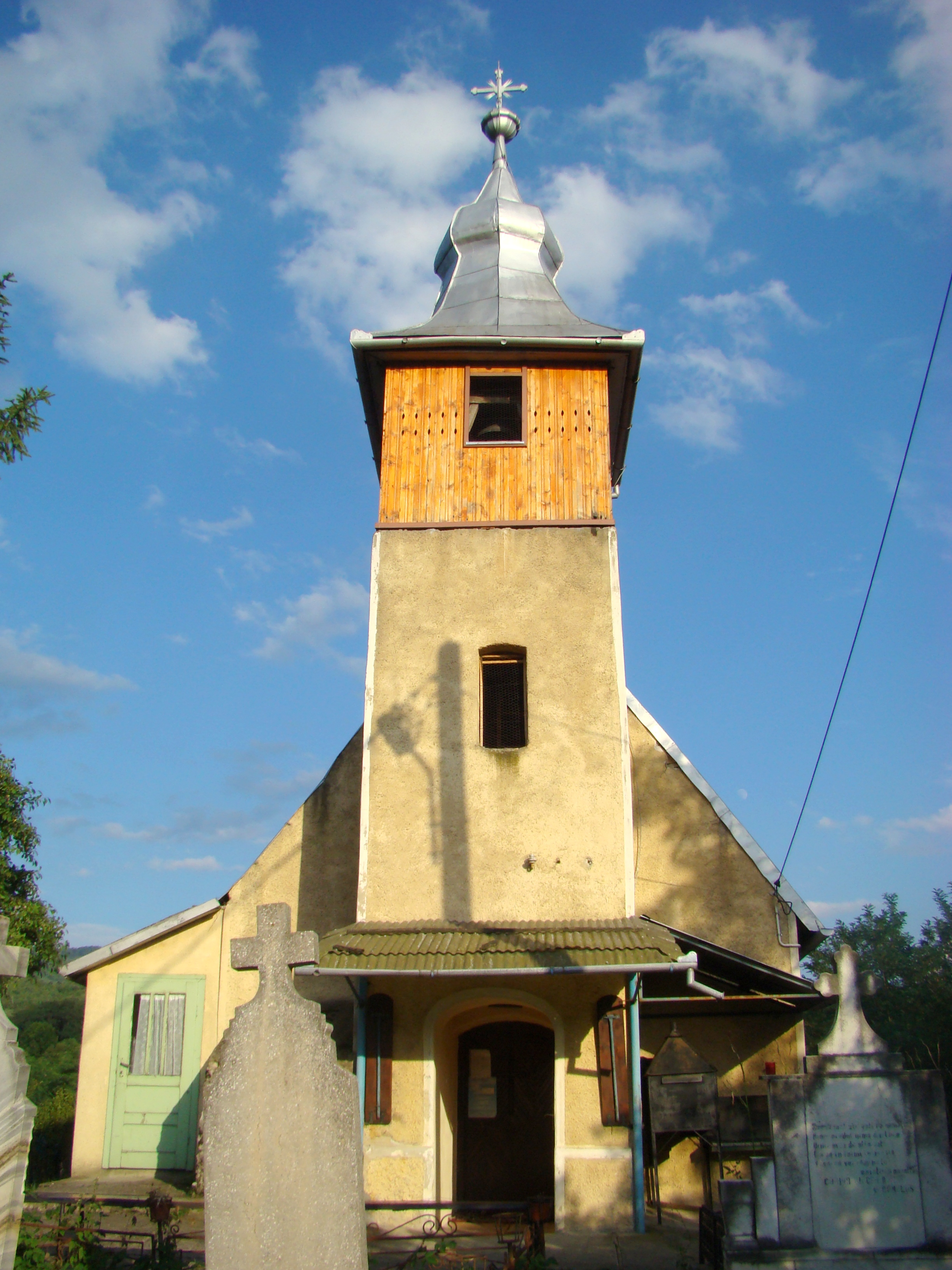
Biserica „Pogorârea Sfântului Duh” din Ponor, județul Hunedoara, foto: iulie 2015.

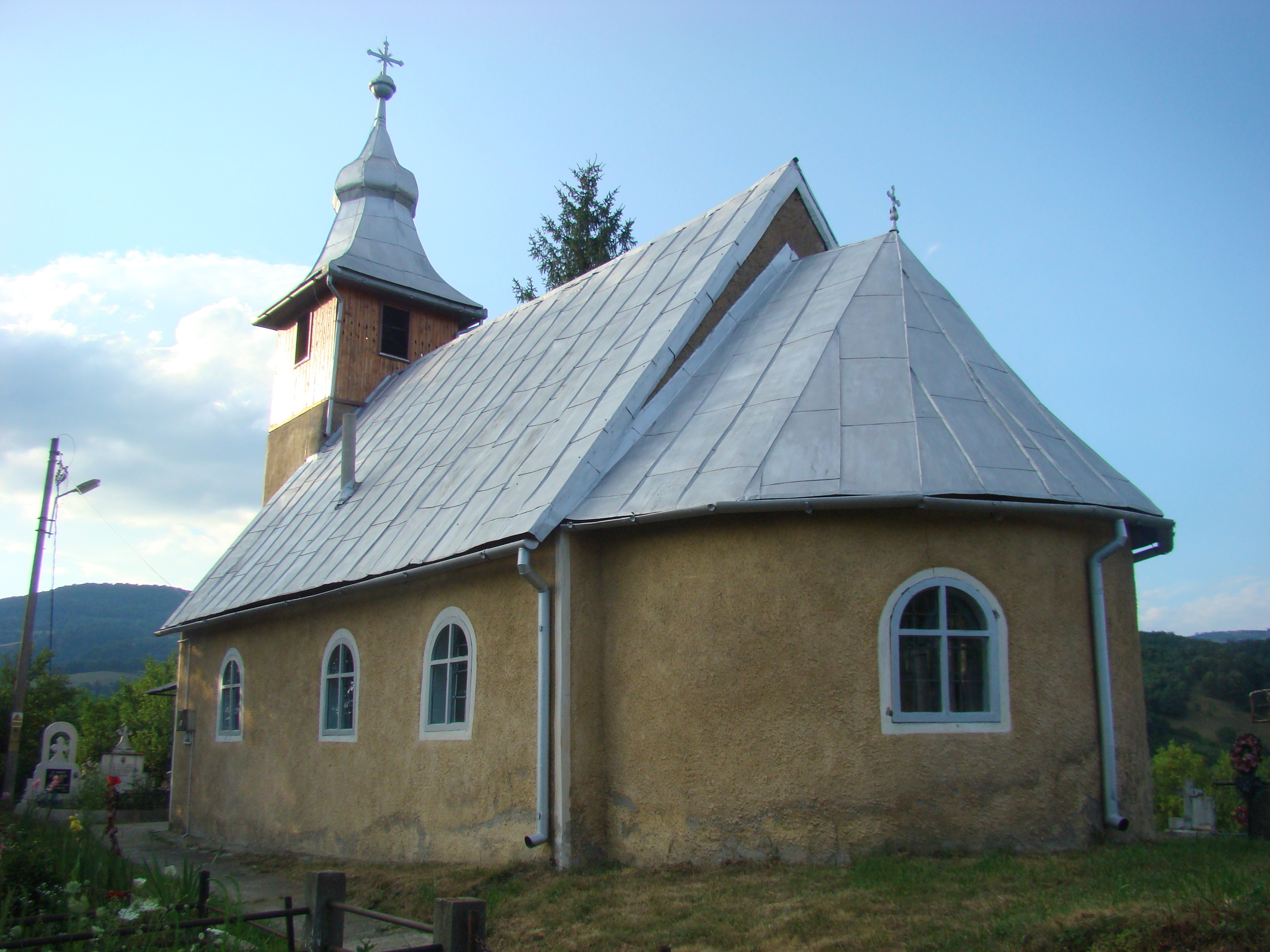
Biserica „Pogorârea Sfântului Duh” din Ponor, județul Hunedoara, foto: iulie 2015.

Biserica „Pogorârea Sfântului Duh” din Ponor, județul Hunedoara, se numără printre vechile monumente românești de zid păstrate în Transilvania. Biserica a fost construită în secolul XVIII și  se află pe noua listă a monumentelor istorice sub codul LMI:  HD-II-m-B-03416.

## Istoric și trăsături
Ponor, fostă reședință cnezială a familiei românești Ponori, adăpostește un modest, dar frumos edificiu din secolul al XVIII-lea, anume biserica „Pogorârea Duhului Sfânt”, încadrată pe lista monumentelor istorice (HD-II-m-B-03416). Potrivit istoriografiei unite, familia nobiliară reformată Török, cu descendenți maghiarizați ai unei ramuri a Ponorenilor, voind să construiască un nou lăcaș de cult calvin, pe locul fostei biserici ortodoxe, a cedat obștii sătești un teren situat în afara localității, pe care s-a ridicat, în 1769, actualul edificiu de piatră, menționat pe harta iosefină a Transilvaniei (1769-1773) și în tabelele conscripției din anii 1829-1831. În 1883 a avut loc un amplu șantier de restaurare, grație căruia lăcașul de închinare, acoperit integral cu tablă, s-a păstrat, în condiții bune, până astăzi; ultima reparație s-a desfășurat în 1991. Pereții săi înscriu planul dreptunghiular, cu absida semicirculară decroşată. Pronaosului dreptunghiular, precedat de un turn-clopotniță suplu, cu un foișor deschis de lemn și fleșă evazată, i-a fost adosat, pe latura nordică, o mică încăpere pătrată. Interiorul a fost pictat în anul 1846. 

## Imagini

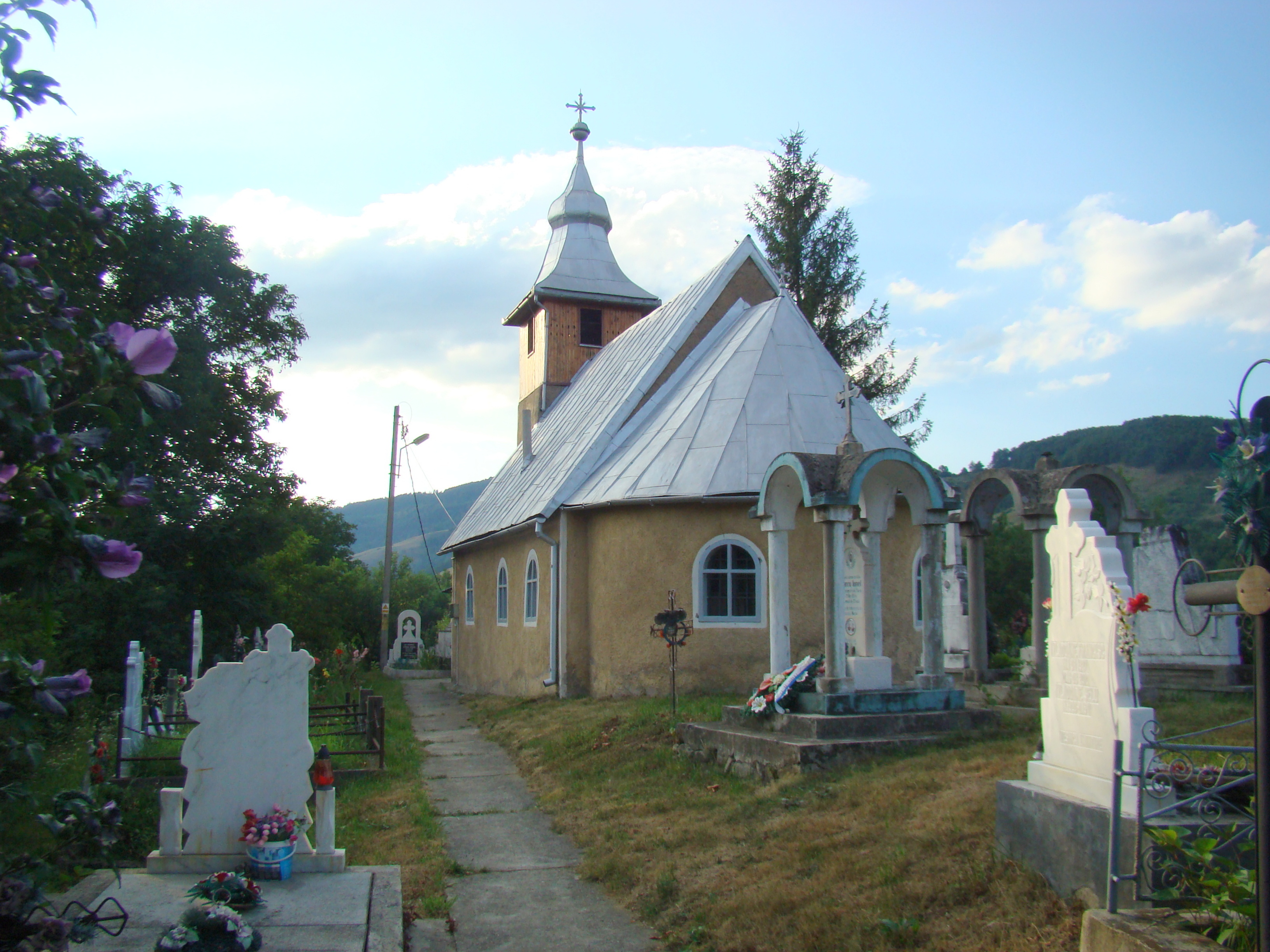
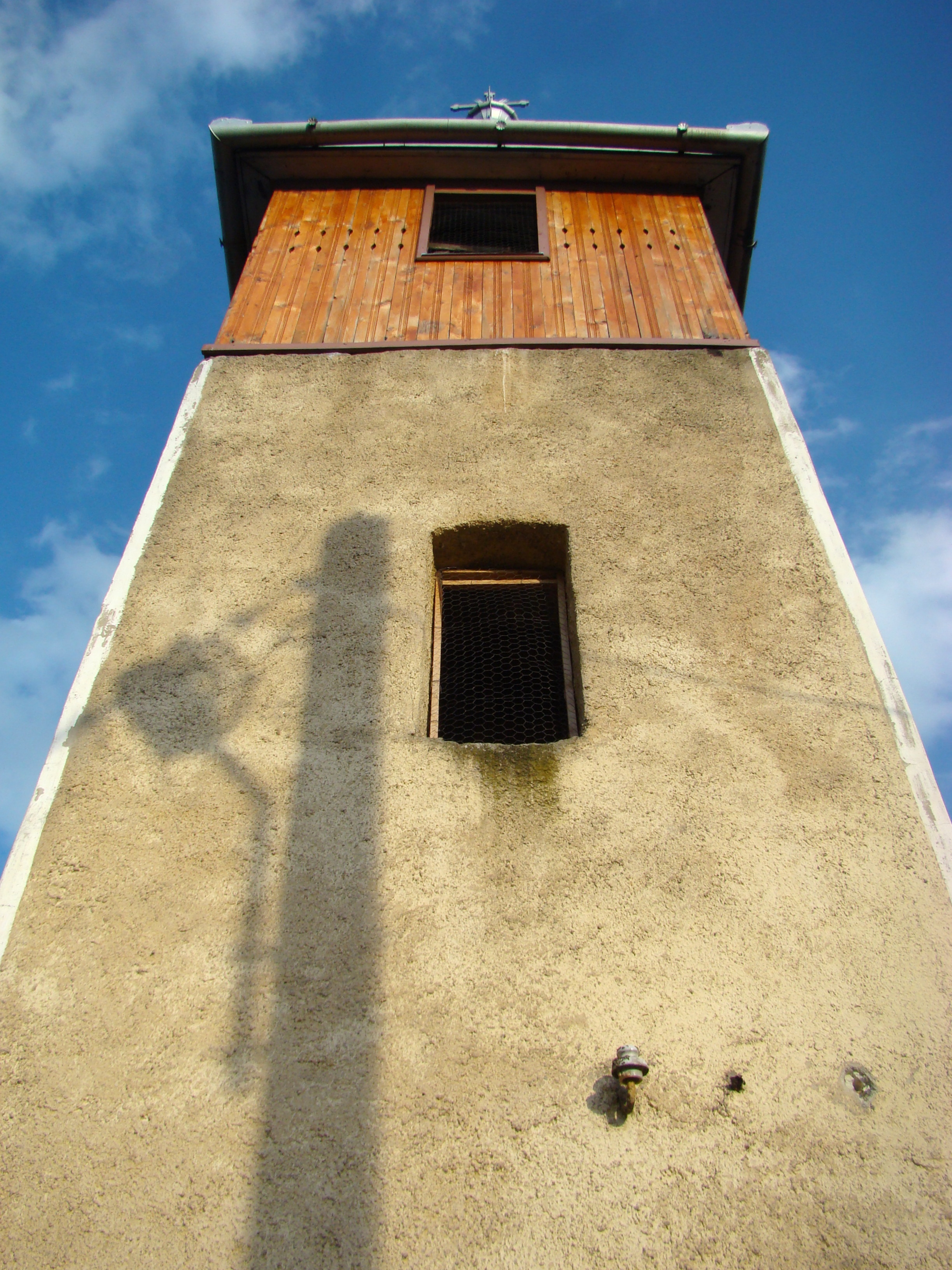
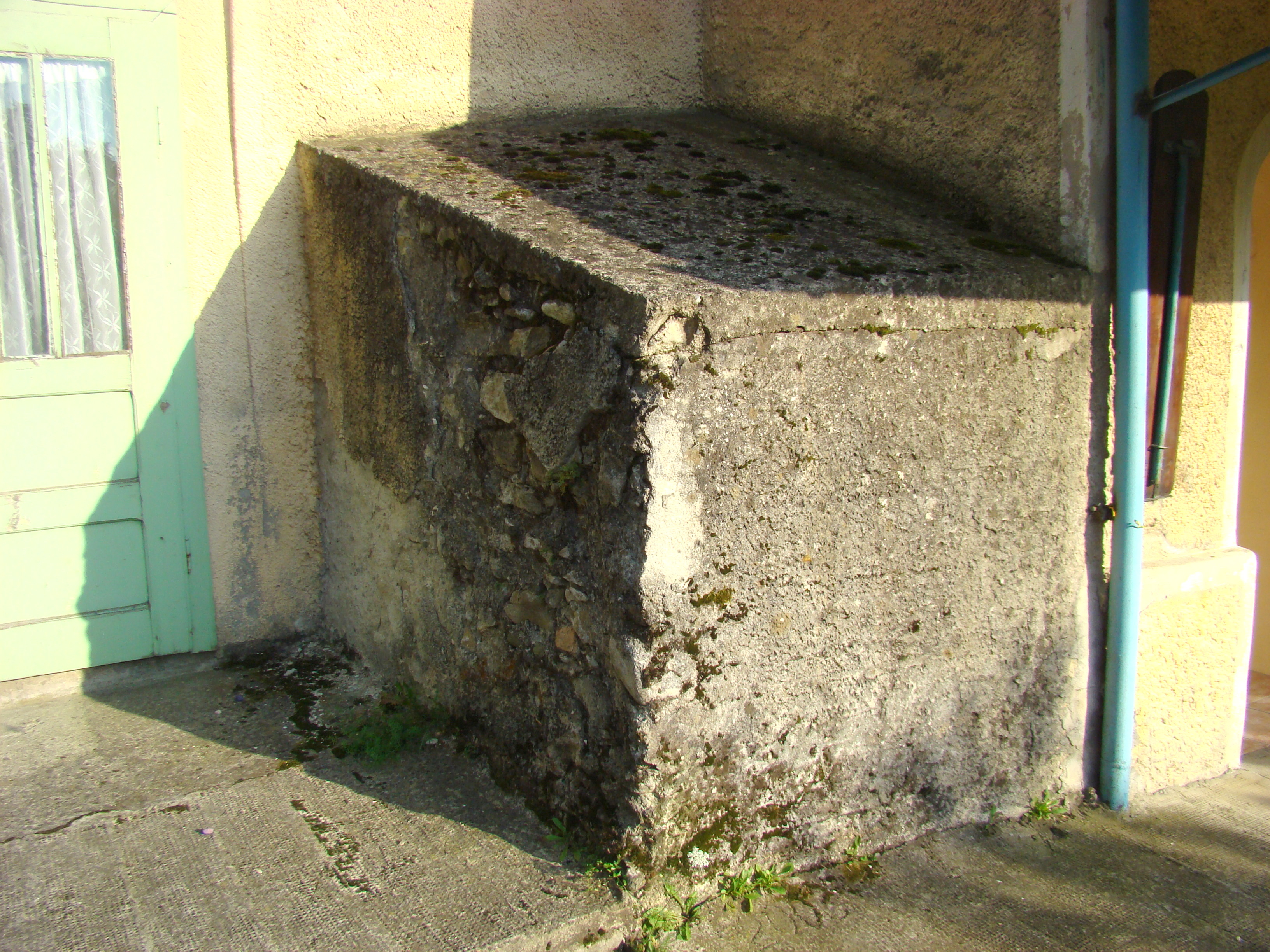
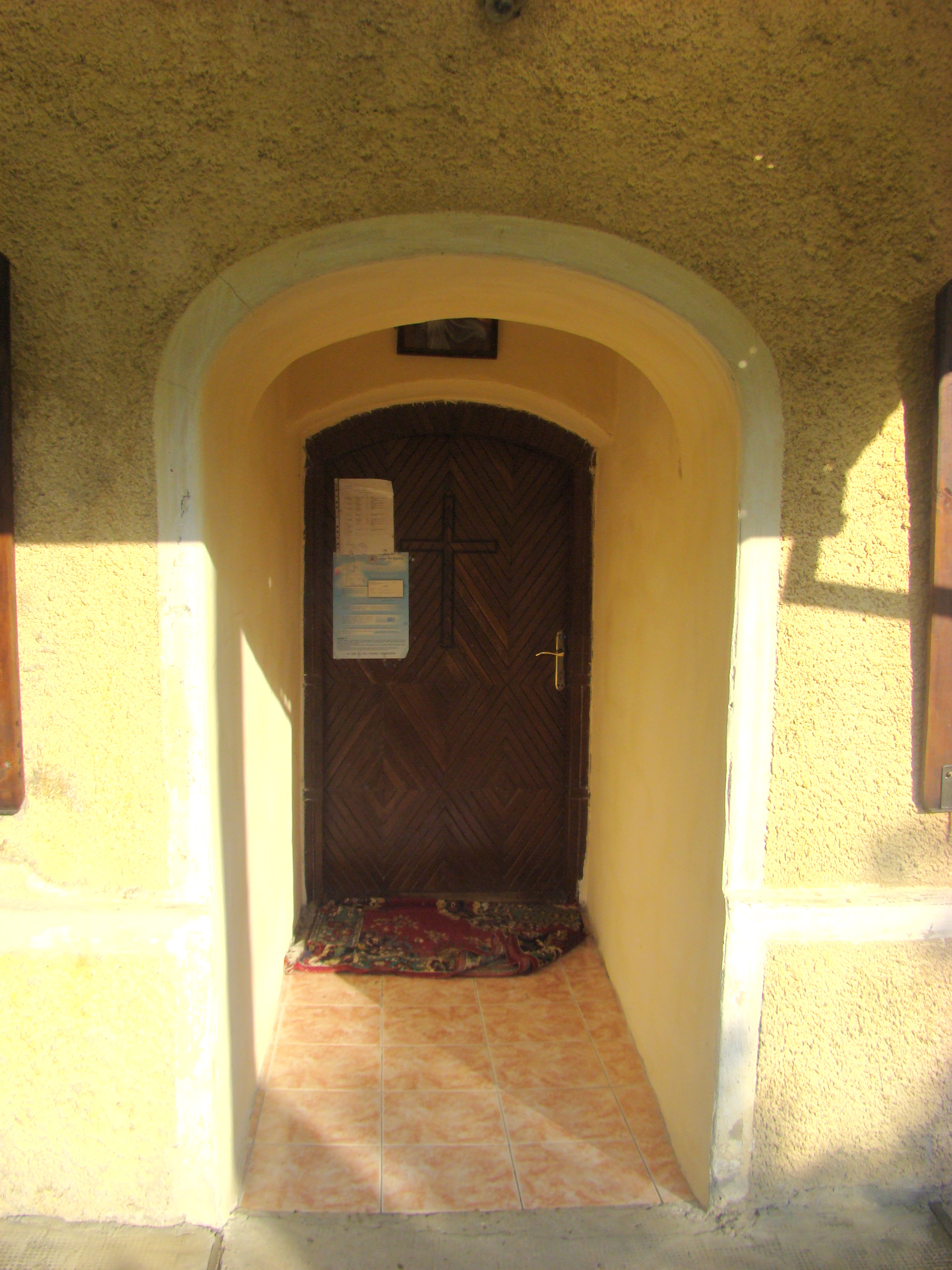
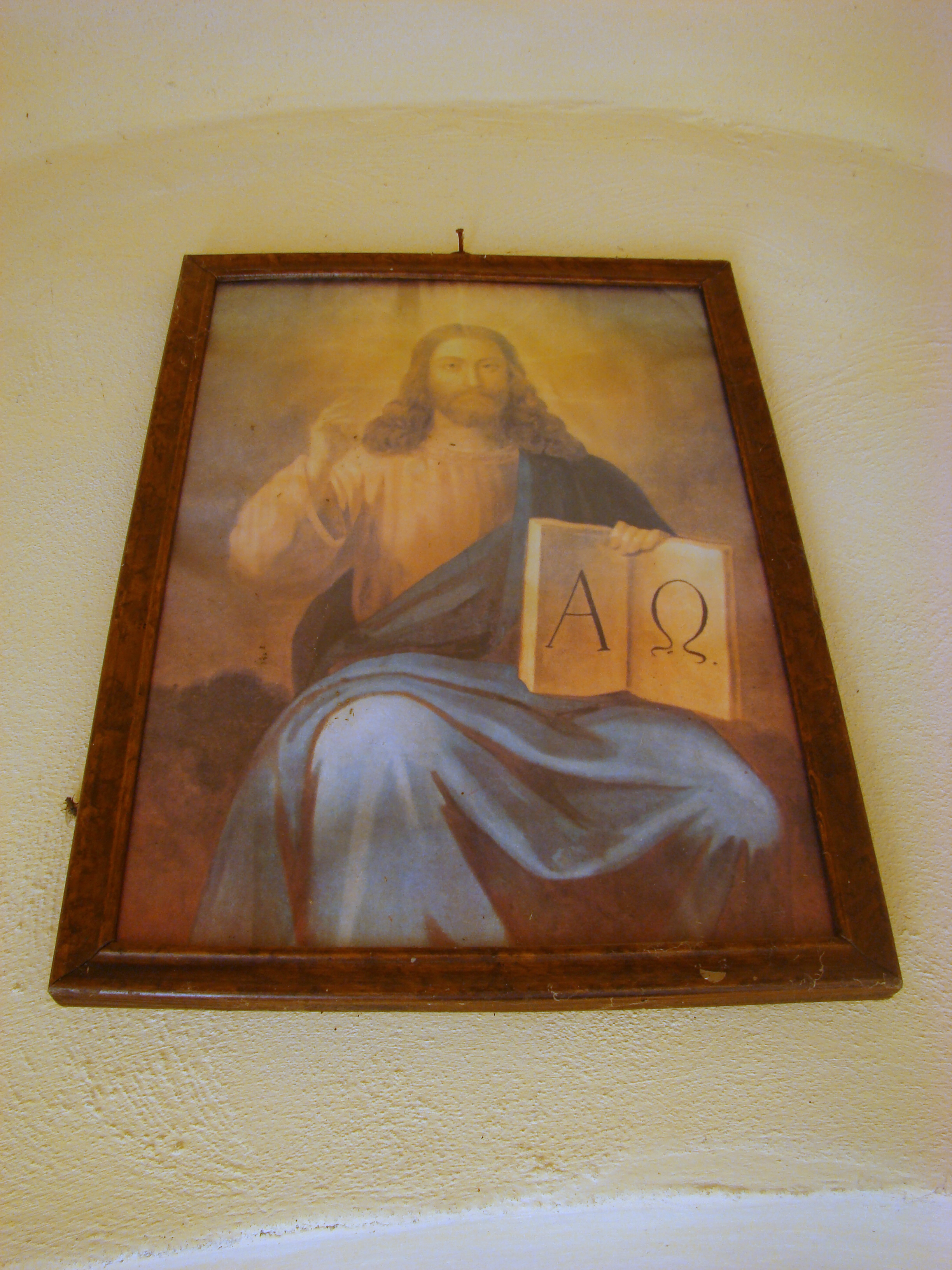
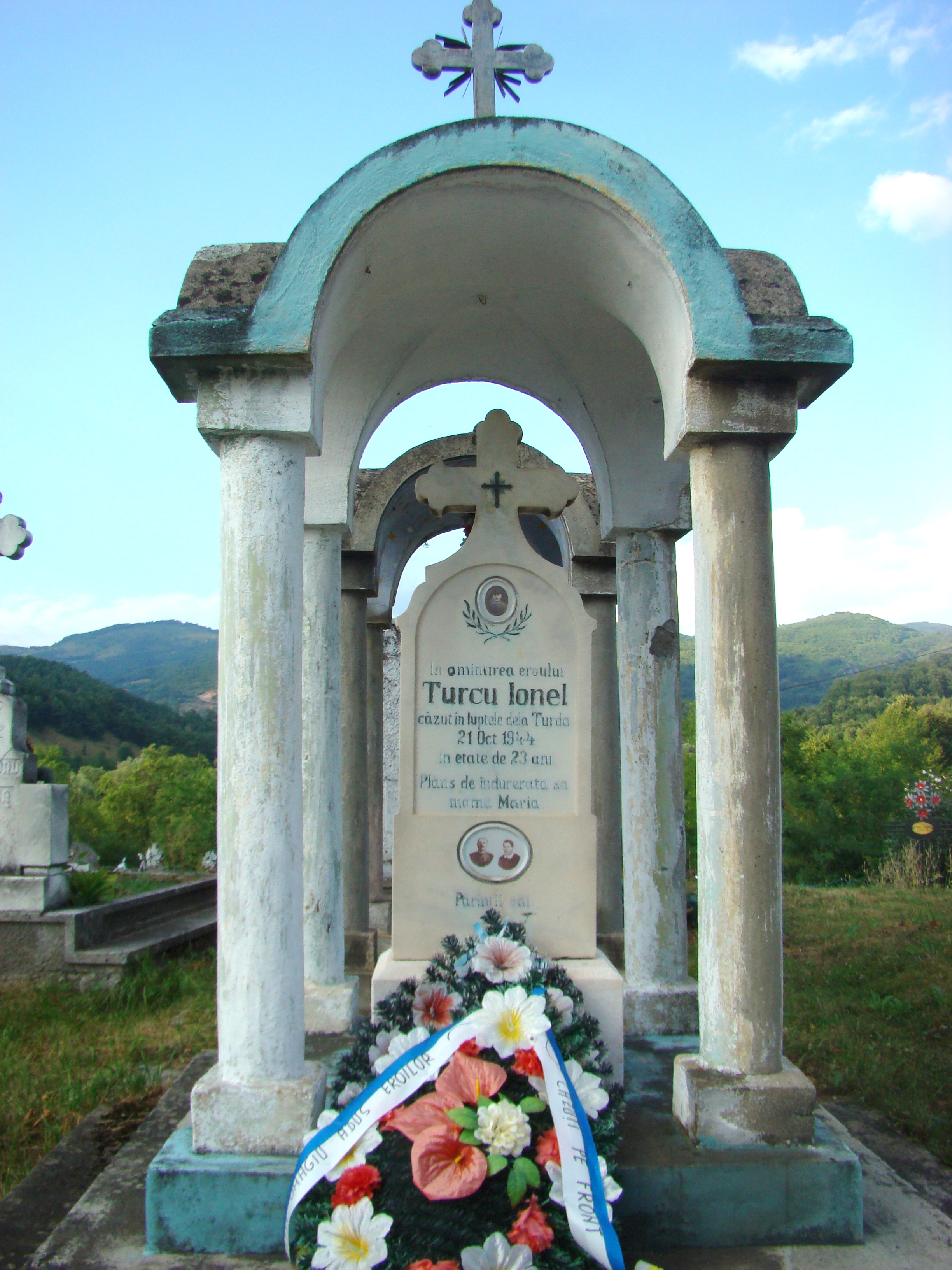
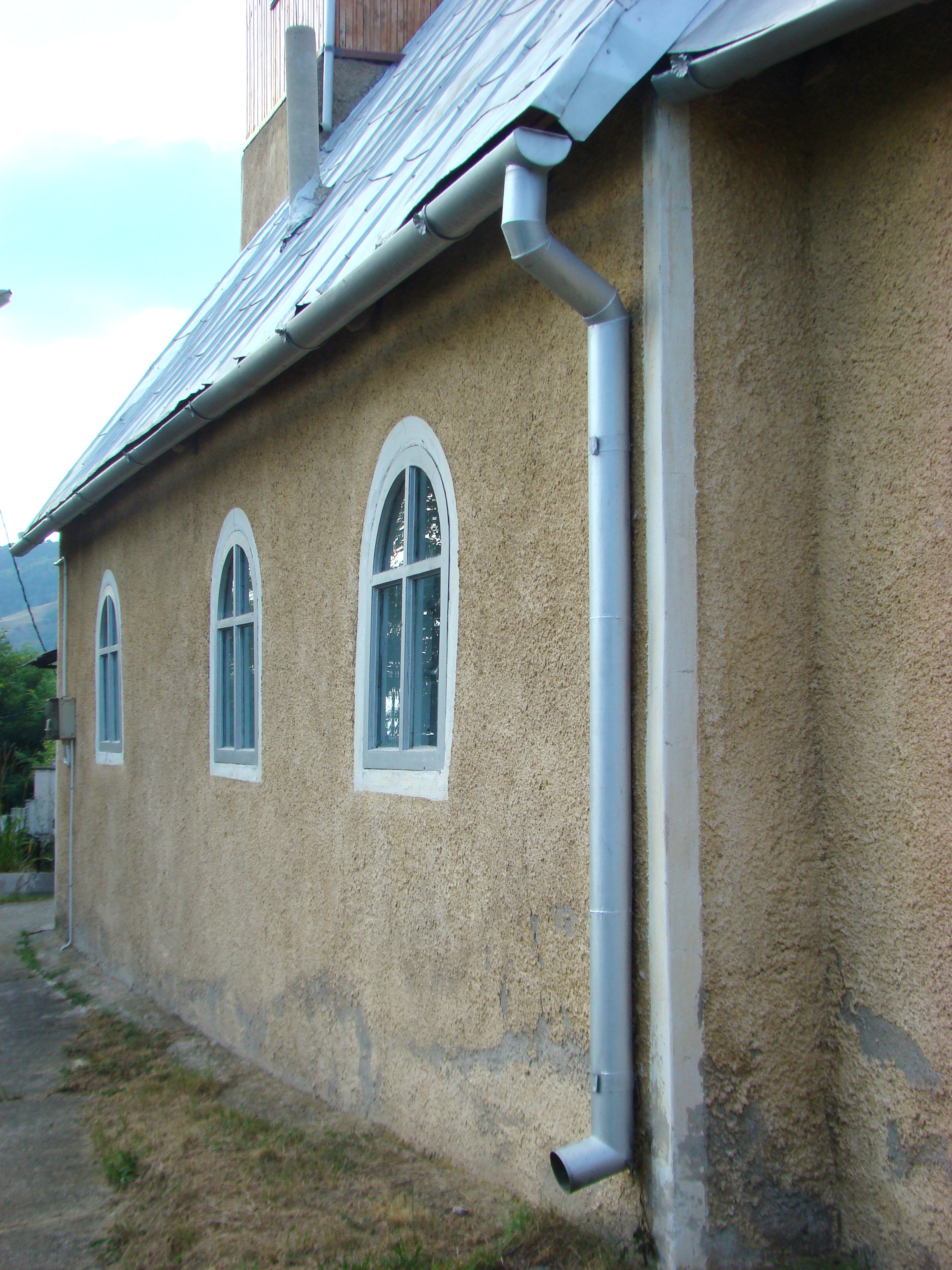
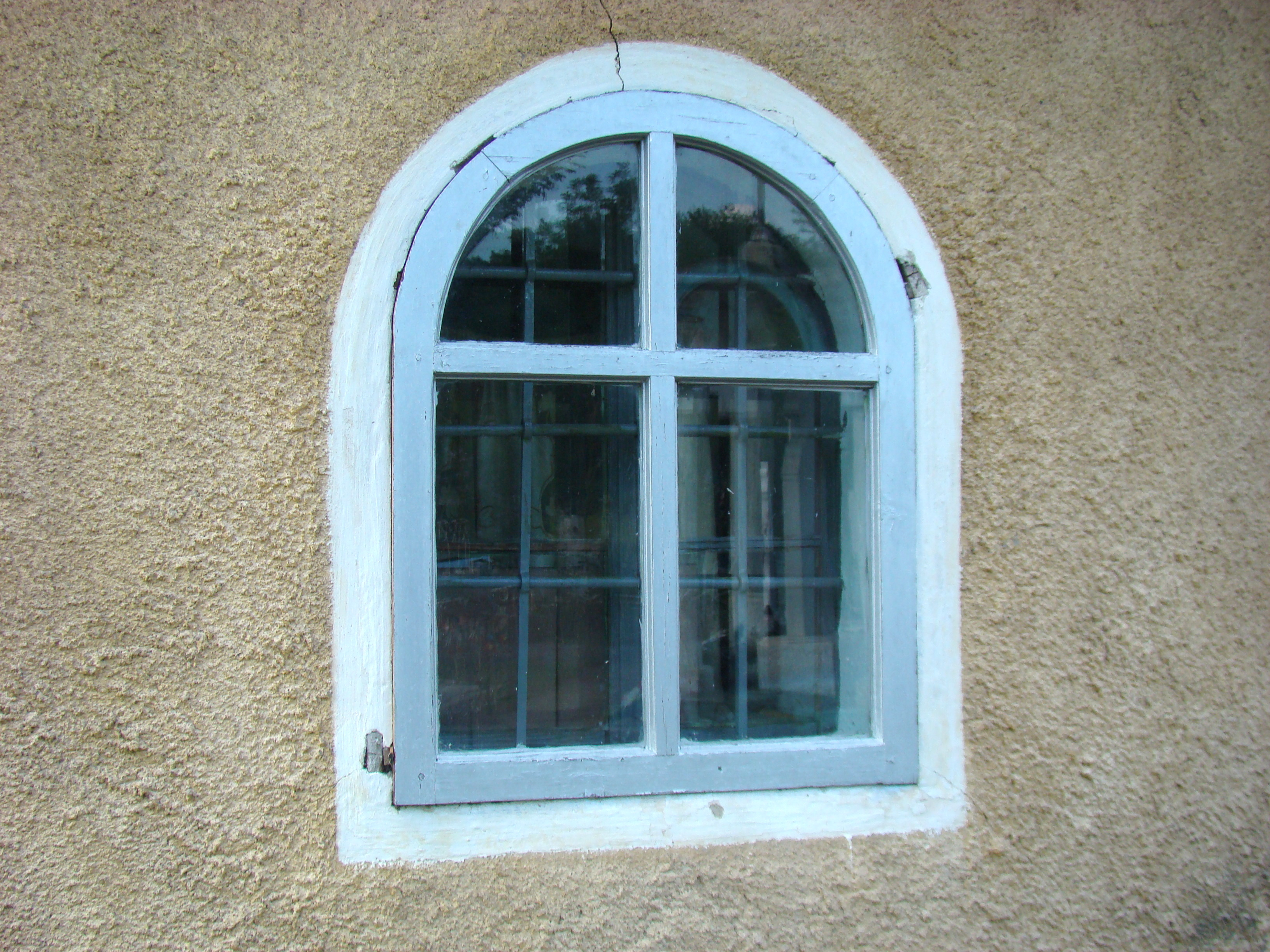
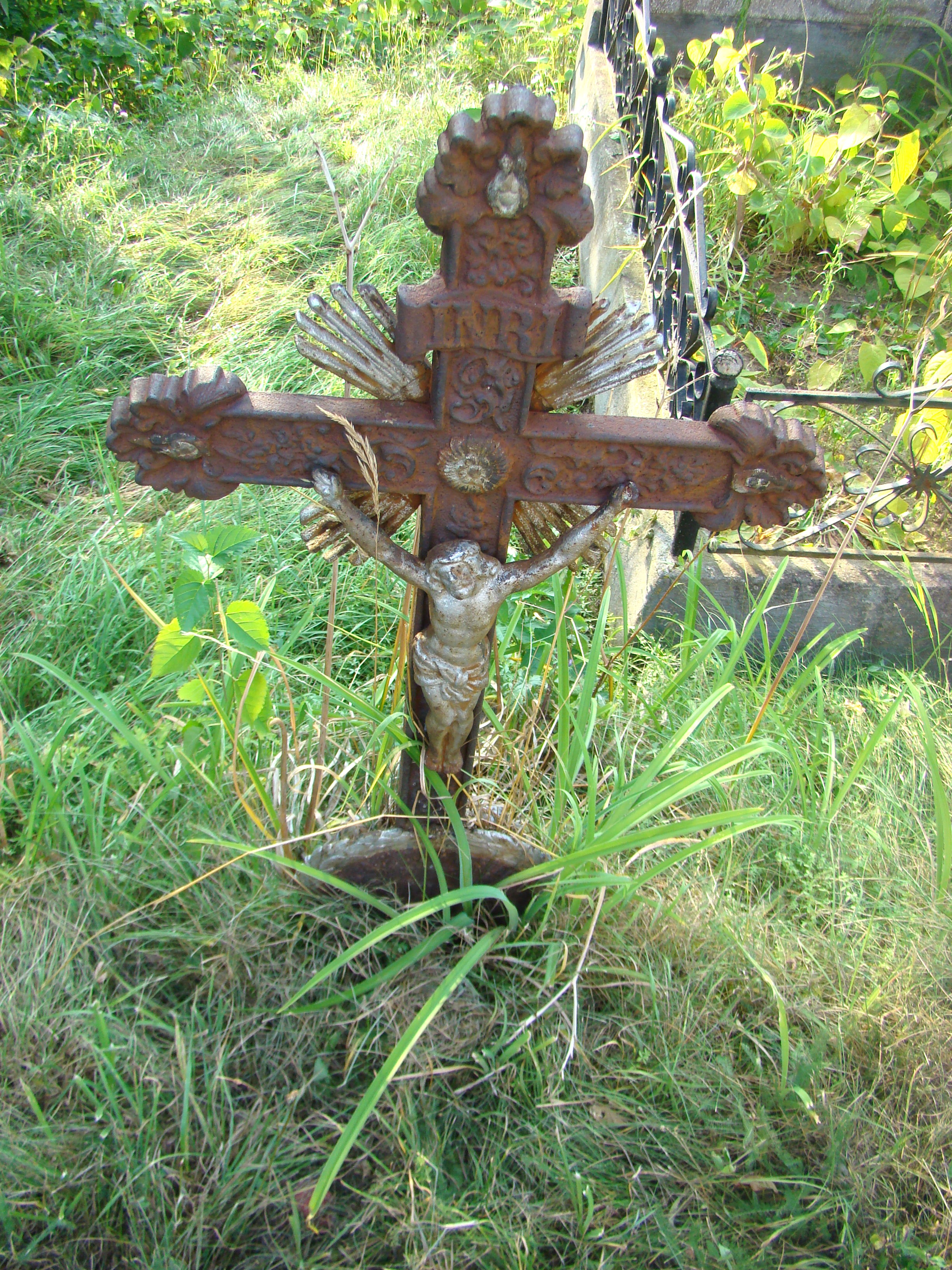
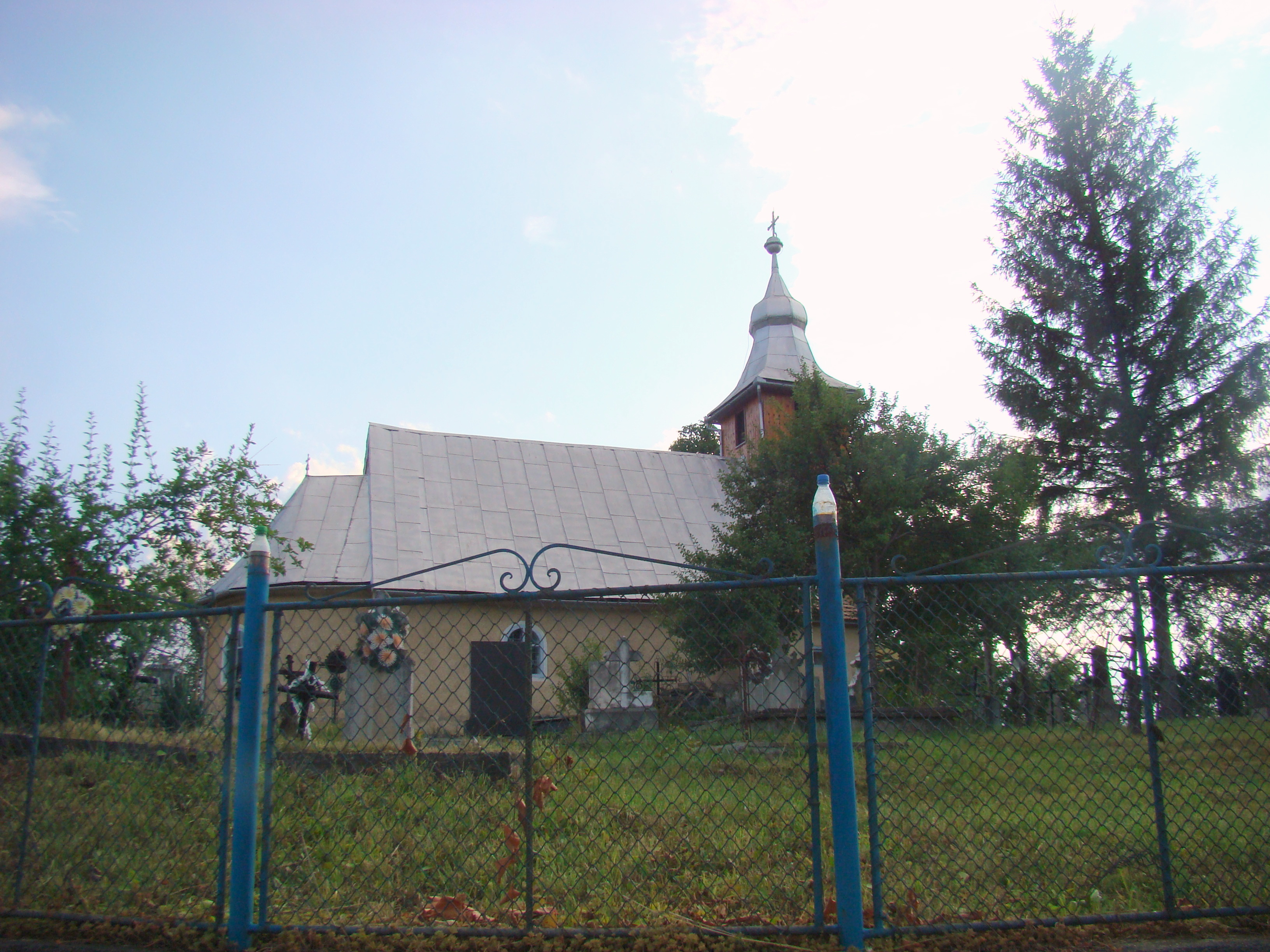